# 伴藓耳蕨
伴藓耳蕨（学名：Polystichum muscicola）为鳞毛蕨科耳蕨属下的一个种。

## 扩展阅读
- 維基物種上的相關：伴藓耳蕨